# Fredlanella cerussata
Fredlanella cerussata là một loài bọ cánh cứng trong họ Cerambycidae.